# Haruspex celatus
Haruspex celatus là một loài bọ cánh cứng trong họ Cerambycidae.